# Tuxpan de Bolaños
Tuxpan de Bolaños es una localidad del estado mexicano de Jalisco. Es parte del municipio de Bolaños.

## Toponimia
El nombre «Tuxpan» proviene de los términos en náhuatl: tochtli, conejo; pan, lugar. Su significado es «Lugar de conejos». El nombre «Bolaños» rinde homenaje a Toribio de Bolaños, fundador de varios asentamientos en la región.

## Demografía
| Gráfica de evolución demográfica |
|                                  |

| Censo | Población |
| ----- | --------- |
| 1900  | 583       |
| 1910  | 53        |
| 1921  | —         |
| 1930  | 60        |
| 1940  | 0         |
| 1950  | 82        |
| 1960  | 111       |
| 1970  | 17        |
| 1980  | 222       |
| 1990  | 243       |
| 2000  | 672       |
| 2010  | 1 269     |
| 2020  | 1 355     |